# Endometrio
El endometrio (del latín científico endometrium) es la mucosa que recubre el interior del útero y consiste en un epitelio simple cilíndrico con o sin cilios, glándulas y un estroma. Es rico en tejido conjuntivo y está altamente vascularizado. Su función es la de alojar al cigoto o blastocisto después de la fecundación, permitiendo su implantación. Es el lugar donde se desarrolla la placenta y presenta alteraciones cíclicas en sus glándulas y vasos sanguíneos durante el ciclo menstrual en preparación para la implantación del embrión humano.

## Ciclo menstrual
La caída de los niveles de estrógenos determina una disminución del contenido de agua, colapso y contracción de arteriolas —ramas de la arteria uterina— con isquemia consecutiva del epitelio funcional del útero. La caída de los niveles de progesterona determina liberación de relaxina de granulocitos endometriales, lo que lleva a disolución del retículo endometrial y descamación.
- Días 1 a 3: menstruación y reepitelización. 
  - Día 1: hemorragias en el estroma de la superficie, aún focos de secreción en glándulas colapsadas.
  - Día 2: material hemático, leucocitos y restos de glándulas y estroma.
  - Día 3: regeneración. La reepitelización se realiza desde los fondos glandulares y desde el istmo y cuernos uterinos.

### Fase folicular
Durante la fase proliferativa o folicular (día 4 al 14) el endometrio prolifera como consecuencia de la secreción de estrógeno, una hormona anabólica. La fase folicular concluye con la ovulación.
- Días 4 a 14: endometrio de la fase estrogénica (proliferativo). Estrógeno (de folículos en desarrollo) estimula la proliferación glandular. 
  - Fase proliferativa temprana (días 4-7): endometrio bajo, corresponde a la basal reepitelizada. Escasas glándulas, rectas, de lumen estrecho. Epitelio bajo, núcleos ovalados, estroma laxo.
  - Fase proliferativa media (días 8-10): endometrio más alto, glándulas más largas (mayor que el grosor del endometrio: leve tortuosidad), células glandulares cilíndricas más altas, mitosis en glándulas y estroma, edema del estroma, células del estroma más grandes.
  - Fase proliferativa tardía (días 11-14): mayor tortuosidad de glándulas, células epiteliales más altas, con pseudoestratificación de núcleos. Núcleos alargados (en cigarro), hipercromáticos. Estroma sin edema, densamente celular.

- Día 14 o 15 del ciclo, contado desde el primer día de la menstruación: se produce la  Ovulación

### Fase luteinizante
Durante la fase secretora o luteinizante (día 14 al 28) el endometrio se diferencia bajo la influencia de la progesterona, siendo este el período más receptivo para el blastocito, en especial entre los días 20 y 23.  Incluso puede observarse tejido decidual en la menstruación debido a la influencia  catabólica de la progesterona.
- Días 15 o 16 a 28: endometrio de la fase progestativa (secretor). Los cambios secretores se producen por la acción de la progesterona del cuerpo lúteo. 
  - Día 15: sin cambios. Se necesitan 36 horas para que la progesterona produzca cambios morfológicos.
  - Día 16: al menos el 50% de las glándulas con vacuolas infranucleares en las células epiteliales.
  - Día 17: el 100% de las glándulas con vacuolas infranucleares. Núcleos ordenados en una fila, desplazados hacia tercio medio de la célula por las vacuolas.
  - Día 18: vacuolas infranucleares y supranucleares. Escasas mitosis.
  - Día 19: núcleos retornados hacia la base, redondeados, vesiculosos, en una fila. Escasas vacuolas. Ausencia de mitosis.
  - Día 20: comienzo de secreción al lumen, células con despenachamiento apical.
  - Día 21: máxima secreción libre en el lumen. Edema incipiente del estroma.
  - Día 22: máximo edema del estroma. Agrandamiento de las células del estroma, aún fusadas.
  - Día 23: arteriolas prominentes (crecen 5 veces en longitud y el endometrio, 2 veces en espesor: enrollamiento de arteriolas). Redondeamiento y aumento de tamaño de células del estroma alrededor de arteriolas.
  - Día 24: células del estroma se transforman en células predeciduales (aumento del citoplasma, eosinófilo, núcleos redondeados, vesiculosos) alrededor de arteriolas. Se reconocen células del estroma con núcleo hipercromático, irregular y citoplasma con gránulos (granulocitos endometriales).
  - Día 25: transformación predecidual focal en la superficie (compacta inicial: discontinua).
  - Día 26: compacta continua. Primeros signos de retracción del endometrio (por inicio de involución del cuerpo lúteo).
  - Día 27: retracción del endometrio: colapso de glándulas, bordes glandulares internos en dientes de serrucho. Cuando la disminución de progesterona permite la activación de las rutas de NFkB.[3]
  - Día 28: desintegración del retículo del estroma: disgregación del estroma. Descamación del endometrio. Aparición de detritus en lúmenes glandulares. Se genera edema y reclutamiento de células del sistema inmune que prosigue con la activación de MMP (metaloproteasas) que consiguen el desprendimiento del tejido.[3]

## Endometrio gravídico
En el embarazo no involuciona el cuerpo lúteo, esto sucede cuando aumentan los niveles de β-hCG (gonadotropina coriónica humana-beta) por el embrión, y así persiste la secreción de progesterona en el primer trimestre de embarazo. Completado el primer trimestre, la placenta está lo suficientemente desarrollada y sintetiza progesterona por sí misma, degenerando el cuerpo lúteo. Las glándulas endometriales muestran mayor secreción y núcleos hipercromáticos, las células predeciduales se transforman en deciduales (con más orgánulos), de citoplasma abundante, límites netos y disposición epiteloidea, lo que constituye la decidua (del latín, decidere: caer ). Las células deciduales controlan el grado de invasión del trofoblasto. El endometrio puede mostrar el fenómeno de Arias-Stella: glándulas con hipersecreción y núcleos atípicos (grandes, irregulares, hipercromáticos).

## Alteraciones de la fase proliferativa
1. Por déficit de estimulación estrogénica: atrofia (por ej.: ortoatrofia de la mujer postmenopáusica).
2. Por exceso de estimulación estrogénica: hiperplasia difusa o extensa.

en partes proliferativo, en partes secretor): áreas que no responden a la progesterona.
1. Endometrio secretor desfasado, sincrónico: con secreción retardada (retardo de más de 2 días) en forma homogénea en todo el endometrio. Generalmente se debe a ciclo bifásico (ovulatorio) con ovulación tardía.
2. Endometrio secretor desfasado, asincrónico: con diferencias correspondientes a más de 2 días entre distintas zonas del endometrio. Se debe a insuficiencia del cuerpo lúteo o diferente respuesta de áreas del endometrio.
3. Endometrio secretor con descamación irregular y prolongada (menorragia). La descamación, en vez de completarse en 48-72 horas, dura más. Islotes de endometrio en disolución alternan con otros íntegros secretores. Se produce por retraso en la involución del cuerpo lúteo (quiste del cuerpo lúteo) o por factores locales (leiomiomas, pólipos, y otros).
4. Endometrio disociado: glándulas atróficas y reacción predecidual extensa. Se produce en la administración prolongada de anticonceptivos orales combinados.

## Hiperplasia del endometrio
- Pólipo endometrial (hiperplasia focal)

Los pólipos endometriales son frecuentes; generalmente, sésiles. En el 20 % de los casos son múltiples. Se producen alrededor de la menopausia. Por lo común son asintomáticos, pero pueden sangrar. Se desarrollan por estimulación estrogénica prolongada en áreas de endometrio refractarias a la progesterona. De regla el resto del endometrio es proliferativo.
- Hiperplasia (difusa)

Corresponde a un aumento de volumen del endometrio por aumento tanto del componente glandular como del estroma. Las glándulas son de tipo proliferativo, pero con mayor estratificación nuclear y más mitosis. El endometrio puede ser normal macroscópicamente o estar engrosado y ser irregular. Se presenta generalmente alrededor de la menopausia y se produce por niveles prolongadamente altos de estrógenos con ausencia o disminución de la actividad progestativa. Da origen a metrorragia. Básicamente existen dos formas de hiperplasia del endometrio: la normotípica y la atípica.
- Hiperplasia normotípica

Puede interpretarse como la respuesta normal del endometrio a la estimulación estrogénica elevada y mantenida. Esta forma puede ser simple o quística, esta última tiene dilataciones glandulares a veces tan acentuadas que dan aspecto de queso suizo (Fig. 6-8).
- Hiperplasia atípica

Puede interpretarse como una respuesta anormal del endometrio a la estimulación estrogénica elevada y mantenida. Las glándulas son irregulares; el estroma, escaso. La atipia nuclear está dada por núcleos redondeados, grandes, con cromatina clara y nucléolos prominentes, a diferencia del endometrio proliferativo, que tiene núcleos, hipercromáticos, alargados, en cigarrillo. La hiperplasia atípica es una lesión precancerosa. El riesgo de que se desarrolle un carcinoma es mayor en las hiperplasias con atipias nucleares.
Es frecuente el hallazgo de metaplasia en la hiperplasia del endometrio: escamosa en el 25 % de los casos, tubaria en el 100 % de los casos; otras son la mucinosa, la de células claras, y la de células eosinófilas. Todas ellas parecen ser secundarias a hiperestimulación estrogénica.

## Afecciones del endometrio
- Endometriosis
- Endometritis
- Cáncer de endometrio